# Hugo I de Cardona
Ugo I di Cardona (oppure Ugo VI d'Empúries; ... – 1334 circa), fu conte di Empúries dal 1322 al 1325, visconte di Cardona dal 1320 e primo barone di Guadalest dal 1325 fino alla sua morte.

## Origine
Era l'unico figlio legittimo del conte di Visconte di Cardona, Raimondo VI e, secondo la Crónica del rey don Fernando IV, di sua moglie, Maria Alfonso de Haro, figlia di Juan Alfonso de Haro, Signore di Los Cameros e della moglie, Constanza Alfonso de Meneses.
Raimondo Folco VI di Cardona era il figlio primogenito del conte di Visconte di Cardona, Raimondo V e di sua moglie, Sibilla d'Empúries, figlia del Conte di Empúries, Ponzio IV e della sua seconda moglie, Teresa Fernández de Lara, figlia del conte Fernando Núñez de Lara, Signore di Castrogeriz e della moglie, Mayor.

## Biografia
Di Ugo si hanno notizie molto scarse.
Nel 1311, fu al seguito del re della corona d'Aragona, Giacomo II il Giusto, che era andato nel regno di Granada, in aiuto al re di Castiglia, Ferdinando IV, per la conquista, di Gibilterra.
Dopo la morte di suo padre, Raimondo VI, che secondo la Excerpta ex martyrologio Celsonensi, Apendice al Viage Literario a las Iglesias de Espana, Tome IX, morì il 31 ottobre 1320, Ugo gli succedette come Ugo I, Visconte di Cardona.
Verso il 1322, morì suo cugino, il Conte di Empúries (Ampurias) e visconte di Bas, Ponzio VI, senza discendenza (alcuni mesi dopo la morte di Ponzio VI, alla moglie, Elisabetta (o Isabella) di Sicilia, dopo che era tornata in Sicilia, per risposarsi, nacque una figlia legittima: Marchesa). Ugo ebbe delle pretese, in quanto bisnipote del Conte di Empúries, Ponzio IV (la nonna di Ugo era Sibilla d'Empúries, figlia del Conte di Empúries, Ponzio IV), ed ereditò la contea.
Siccome anche il figlio cadetto del re Giacomo II, Pietro aveva delle mire sulla stessa contea, Ugo subì delle pressioni da parte di Giacomo II, che lo convinse, nel 1325 a cedere a Pietro la contea di Empuries, in cambio della baronia valenciana di Guadalest, che comprendeva anche Pego, Xaló e Laguar.
Non si conosce la data esatta della morte di Ugo I, che avvenne, verso il 1334.
Nei titoli di Visconte di Cardona e Barone di Guadalest gli succedette il figlio maschio, Ugo.

## Matrimonio e discendenza
Ugo I aveva sposato Beatrice d'Anglesola, di cui non si conoscono gli ascendenti, ma che secondo alcune fonti era la sorella del Visconte di Vilamur, Raimondo II. Ugo da Beatrice ebbe due figli:
- Ugo II de Cardona (ca. 1328 -1400), visconte di Cardona e, dal 1357 primo Conte di Cardona[7]
- Maria de Cardona († 1360), che sposò Alfonso Roger de Lauria, Signore de Cocentaina[7].

## Ascendenza
|                                              |                      |                                          | Genitori                                        |  |  | Nonni |  |  | Bisnonni                               |  |  | Trisnonni                        |  |
|                                              |                      |                                          |                                                 |  |  |       |  |  | Raimondo Folco IV, visconte di Cardona |  |  | Guglielmo I, visconte di Cardona |  |
|                                              |                      |                                          |                                                 |  |  |       |  |  | Raimondo Folco IV, visconte di Cardona |  |  | Guglielmo I, visconte di Cardona |  |
|                                              |                      | Geralda di Jorba-Alcarras                |                                                 |  |  |       |  |  | Raimondo Folco IV, visconte di Cardona |  |  |                                  |  |
| Raimondo Folco V, visconte di Cardona        |                      |                                          |                                                 |  |  |       |  |  | Raimondo Folco IV, visconte di Cardona |  |  |                                  |  |
|                                              |                      | Ines di Tarroja                          | …                                               |  |  |       |  |  |                                        |  |  |                                  |  |
|                                              |                      | Ines di Tarroja                          | …                                               |  |  |       |  |  |                                        |  |  |                                  |  |
|                                              |                      | Ines di Tarroja                          | …                                               |  |  |       |  |  |                                        |  |  |                                  |  |
| Raimondo Folco VI, visconte di Cardona       |                      | Ines di Tarroja                          |                                                 |  |  |       |  |  |                                        |  |  |                                  |  |
|                                              |                      | Ponzio IV, conte di Empúries             | Ugo IV, conte di Empúries                       |  |  |       |  |  |                                        |  |  |                                  |  |
|                                              |                      | Ponzio IV, conte di Empúries             | Ugo IV, conte di Empúries                       |  |  |       |  |  |                                        |  |  |                                  |  |
|                                              |                      | Ponzio IV, conte di Empúries             | Maria, baronessa di Vilademuls                  |  |  |       |  |  |                                        |  |  |                                  |  |
| Sibilla di Empuries                          |                      | Ponzio IV, conte di Empúries             |                                                 |  |  |       |  |  |                                        |  |  |                                  |  |
|                                              |                      | Teresa Fernández de Lara                 | Fernando Núñez de Lara, signore di Castrogeriz  |  |  |       |  |  |                                        |  |  |                                  |  |
|                                              |                      | Teresa Fernández de Lara                 | Fernando Núñez de Lara, signore di Castrogeriz  |  |  |       |  |  |                                        |  |  |                                  |  |
|                                              |                      | Teresa Fernández de Lara                 | Mayor                                           |  |  |       |  |  |                                        |  |  |                                  |  |
| Ugo I, visconte di Cardona                   |                      | Teresa Fernández de Lara                 |                                                 |  |  |       |  |  |                                        |  |  |                                  |  |
|                                              | Alonso López de Haro | Lope Díaz II de Haro, signore di Vizcaya |                                                 |  |  |       |  |  |                                        |  |  |                                  |  |
|                                              | Alonso López de Haro | Lope Díaz II de Haro, signore di Vizcaya |                                                 |  |  |       |  |  |                                        |  |  |                                  |  |
|                                              | Alonso López de Haro | Urraca Alfonso de León                   |                                                 |  |  |       |  |  |                                        |  |  |                                  |  |
| Juan Alfonso de Haro, signore di Los Cameros | Alonso López de Haro |                                          |                                                 |  |  |       |  |  |                                        |  |  |                                  |  |
|                                              |                      | Maria Álvarez, signora di Los Cameros    | Alvar Diaz, signore di Los Cameros              |  |  |       |  |  |                                        |  |  |                                  |  |
|                                              |                      | Maria Álvarez, signora di Los Cameros    | Alvar Diaz, signore di Los Cameros              |  |  |       |  |  |                                        |  |  |                                  |  |
|                                              |                      | Maria Álvarez, signora di Los Cameros    | Mencia Díaz de Haro                             |  |  |       |  |  |                                        |  |  |                                  |  |
| Maria Álvarez de Haro                        |                      | Maria Álvarez, signora di Los Cameros    |                                                 |  |  |       |  |  |                                        |  |  |                                  |  |
|                                              |                      | Alfonso Téllez II, signore di Meneses    | Alfonso Téllez, signore di Meneses              |  |  |       |  |  |                                        |  |  |                                  |  |
|                                              |                      | Alfonso Téllez II, signore di Meneses    | Alfonso Téllez, signore di Meneses              |  |  |       |  |  |                                        |  |  |                                  |  |
|                                              |                      | Alfonso Téllez II, signore di Meneses    | Elvira Rodrigues Girón                          |  |  |       |  |  |                                        |  |  |                                  |  |
| Constanza Alfonso de Meneses                 |                      | Alfonso Téllez II, signore di Meneses    |                                                 |  |  |       |  |  |                                        |  |  |                                  |  |
|                                              |                      | María Yáñez de Limia                     | Juan Fernandez I, signore di Limia e Monterroso |  |  |       |  |  |                                        |  |  |                                  |  |
|                                              |                      | María Yáñez de Limia                     | Juan Fernandez I, signore di Limia e Monterroso |  |  |       |  |  |                                        |  |  |                                  |  |
|                                              |                      | María Yáñez de Limia                     | Maria Pais de Ribeira                           |  |  |       |  |  |                                        |  |  |                                  |  |
|                                              |                      | María Yáñez de Limia                     |                                                 |  |  |       |  |  |                                        |  |  |                                  |  |

### Fonti primarie
- (LA)  Viage Literario a las Iglesias de Espana, Tome IX.
- (LA)  Crónica del rey don Fernando IV).

### Letteratura storiografica
- Edward Armstrong, L'Italia al tempo di Dante, in "Storia del mondo medievale", vol. VI, 1999, pp. 235–296
- Hilda Johnstone, Francia: gli ultimi capetingi, in "Storia del mondo medievale", vol. VI, 1999, pp. 569–607